# Casa del Molí (Mura)
La Casa del Molí és un edifici del municipi de Mura (Bages) protegit com a bé cultural d'interès local.

## Descripció
És un edifici de murs realitzats en pedra tosca, sostre amb bigueria de fusta i peces de ceràmica. La coberta és de teula antiga. Aquest molí, com altres cases del nucli antic, té una tina de quatre metres de profunditat, una de les més grans que es conserven, per guardar-hi vi. El molí d'oli es troba en molt bon estat de conservació.

## Història
Situat en un dels carrers més antics del nucli urbà, aquest molí podria datar-se del segle xvii. Sembla que l'ajuntament té interés a adquirir-lo, i malgrat que el 1960 va ser restaurat, caldria fer-hi obres de conservació i adaptació per instal·lar-hi un museu.